# Giulio Tassoni Estense

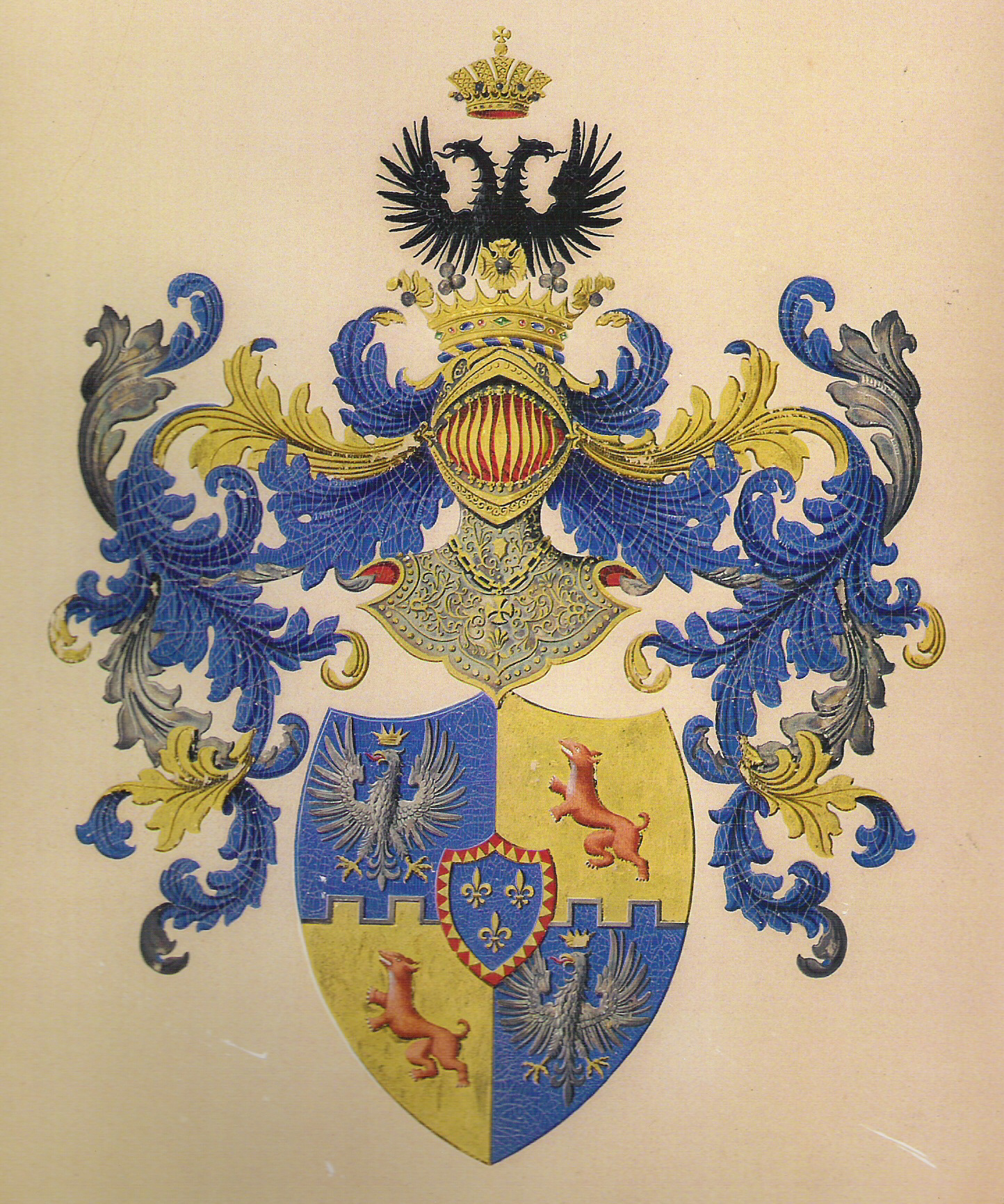
Stemma Tassoni estense.

Giulio Tassoni, dal 1487 Giulio Tassoni Estense (Modena, 1468 circa – Ferrara, 1526), fu un nobile e condottiero italiano, favorito del duca di Ferrara Ercole I d'Este.

## Biografia
Figlio di Giacomo Tassoni, nobile modenese e Capitano del Castello di Ferrara e di Masina Fogliani, nacque attorno al 1468, poiché il cronista ferrarese Ugo Caleffini lo giudicò di diciotto o diciannove anni nel 1487. Di origine modenese, incominciò la sua carriera militare come uomo d'arme del duca Ercole d'Este, combattendo durante la Guerra del Sale (1482-1484). Si guadagnò ben presto la stima del duca e divenne suo favorito, tanto che venne nominato castellano di Castel Vecchio e di due castelli nel modenese, e nel marzo 1485 fu armato cavaliere dal Marchese di Mantova Francesco Gonzaga.
Ercole I fece anche costruire per lui due palazzi nuovi, l'uno in Ferrara e l'altro a Medelana. Quando il palazzo a Ferrara fu pronto, ossia al principio del 1487, venne celebrato il matrimonio, combinato dal duca, con la nobildonna Ippolita dei Contrari, figlia di Niccolò conte di Vignola, con grandi festeggiamenti a corte. In questa occasione, il duca concesse a Giulio di usare anche il cognome e l'arma degli Estensi. Nella circostanza venne anche investito delle Contee di Debbia, Levizzano e Saltino.
Nel 1493 accompagnò Ferrante d’Este alla Corte del Re di Francia Carlo VIII. Nel 1499 condusse per conto del Duca di Ferrara 200 uomini d'arme e 100 cavalleggeri in sostegno del Duca di Milano Ludovico Sforza.
Nel 1502 il duca Ercole I lo nominò Luogotenente Generale di tutte le genti del Ducato Estense; lo stesso anno partecipò all’assedio della Mirandola. Nell’autunno del 1503 condusse 100 uomini d'arme e 100 balestrieri estensi in soccorso del Re di Francia nel Regno di Napoli. Alla battaglia del Garigliano venne fatto prigioniero dagli Spagnoli e condotto a Gaeta.
Nel luglio 1504 Ercole I lo investì della Signoria di Castelvecchio.
Nel 1508 si recò alla Corte del Re di Francia Luigi XII che gli concesse di aggiungere due Gigli di Francia al suo blasone, in riconoscenza per i servizi resi.
Nel 1509 prese parte alla battaglia di Agnadello, a maggio, e all’assedio di Padova, ad agosto; a novembre dello stesso anno condusse la ritirata da Badia Polesine dell’esercito estense, incalzato da Niccolò Orsini per conto della Serenissima.
Nel settembre 1510 riconquistò Rovigo e successivamente, alla testa di 2 000 fanti, 1 000 cavalli e alcune artiglierie, Adria ed il Polesine.
Nel febbraio 1511 sconfisse veneziani e pontifici nella battaglia del Santerno. Nel maggio 1511 riconquistò Lugo, Bagnacavallo, Massa Fiscaglia, Cotignola e Conselice.
Nell’aprile del 1512 venne ferito alla battaglia di Ravenna. Nell’agosto 1512 conquistò di nuovo brevemente Rovigo, poi a settembre recuperò Crespino e difese Argenta dalle truppe pontificie di Francesco Maria della Rovere.
Alla morte del papa Giulio II ottenne nuovamente, a nome del Duca di Ferrara Lugo, la Romagna e Reggio Emilia.
Nel settembre 1521 ottenne per il Duca di Ferrara Finale Emilia e San Felice sul Panaro. Quindi entrò in Reggio Emilia e minacciò l’assedio di Modena, governata dal commissario pontificio Francesco Guicciardini.
Morì a Ferrara nel 1526.

## Discendenza
Dalla moglie Ippolita ebbe tre figli maschi:
- Ercole;
- Galeazzo;
- Camillo.